# Keni Liptzin
Keni Liptzin (1856-28 de septiembre de 1918) (apellido a veces escrito como Lipzin) fue una estrella de los primeros años del teatro yiddish, probablemente fue la mayor estrella dramática femenina de la primera gran época del teatro yiddish en la ciudad de Nueva York.
Nacida en Zhitómir, en la Gobernación de Volinia del Imperio Ruso (en la actual Ucrania), Liptzin no tuvo educación formal. Escapó de un matrimonio concertado y huyó a Smila, donde fue descubierta (originalmente por su voz de cantante) y puesta en escena por Israel Rosenberg en 1880. Al principio utilizó el nombre artístico de Keni Sonyes, pero tras casarse con el apuntador teatral Volodya Liptzin en Londres a mediados de la década de 1880, adoptó su apellido.
Tras la muerte de Sonya Adler en Londres en 1886, interpretó papeles dramáticos junto a Jacob Adler y se unió a él cuando vino a América, actuando con él en Chicago, antes de viajar a Nueva York en 1889, donde actuó primero en la compañía de Moishe Finkel y David Kessler, y luego alquilando su propio teatro. Fue más famosa por interpretar los papeles principales de dos obras de Jacob Gordin, Di shkhite y Mirele Efros, la primera un ataque al matrimonio concertado, la segunda una historia sobre una matriarca amargada que finalmente se reconcilia de nuevo con su familia. Abraham Cahan, redactor del Jewish Daily Forward, dijo de su actuación en Mirele Efros: "El orgullo de Liptzin, su humor, su astucia, no vienen de Lituania, sino de Shakespeare", describiéndola como "...una Lear... una reina...".
En su propio teatro, también puso en escena obras de Victor Hugo, Alphonse Daudet, Gerhart Hauptmann y Leonid Andreyev.